# مکسیمیلیان اگشتاین
مکسیمیلیان اگشتاین (آلمانی: Maximilian Eggestein؛ زادهٔ ۸ دسامبر ۱۹۹۶) بازیکن فوتبال اهل آلمان است.
از باشگاه‌هایی که در آن بازی کرده‌است می‌توان به باشگاه ورزشی وردر برمن اشاره کرد.
وی همچنین در تیم ملی فوتبال زیر ۲۱ سال آلمان بازی کرده‌است.